# Lill-Älgetjärnen
Lill-Älgetjärnen är en sjö i Sundsvalls kommun i Medelpad och ingår i Indalsälvens huvudavrinningsområde.